# Olha Puhowska
Olha Oleksandriwna Puhowska (ukrainisch Ольга Олександрівна Пуговська; * 1. November 1942 in Gremjatschi, Oblast Orenburg) ist eine ehemalige sowjetische Steuerfrau im Rudern.

## Biografie
Olha Puhowska war Teil der sowjetischen Crew, die bei den Olympischen Sommerspielen 1976 in Montreal Silber in der Regatta mit dem Achter gewann. Zur Besatzung gehörten neben Puhowska auch: Ljubow Talalajewa, Nadeschda Roschtschina, Klavdija Koženkova, Olena Subko, Olha Kolkowa, Nadeschda Roschon, Nelli Tarakanowa und Olha Husenko.
Für ihre Leistungen wurde sie als Sportmeisterin der Sowjetunion ausgezeichnet.